# Musique tunisienne
 (février 2025).
Si vous disposez d'ouvrages ou d'articles de référence ou si vous connaissez des sites web de qualité traitant du thème abordé ici, merci de compléter l'article en donnant les références utiles à sa vérifiabilité et en les liant à la section « Notes et références ».

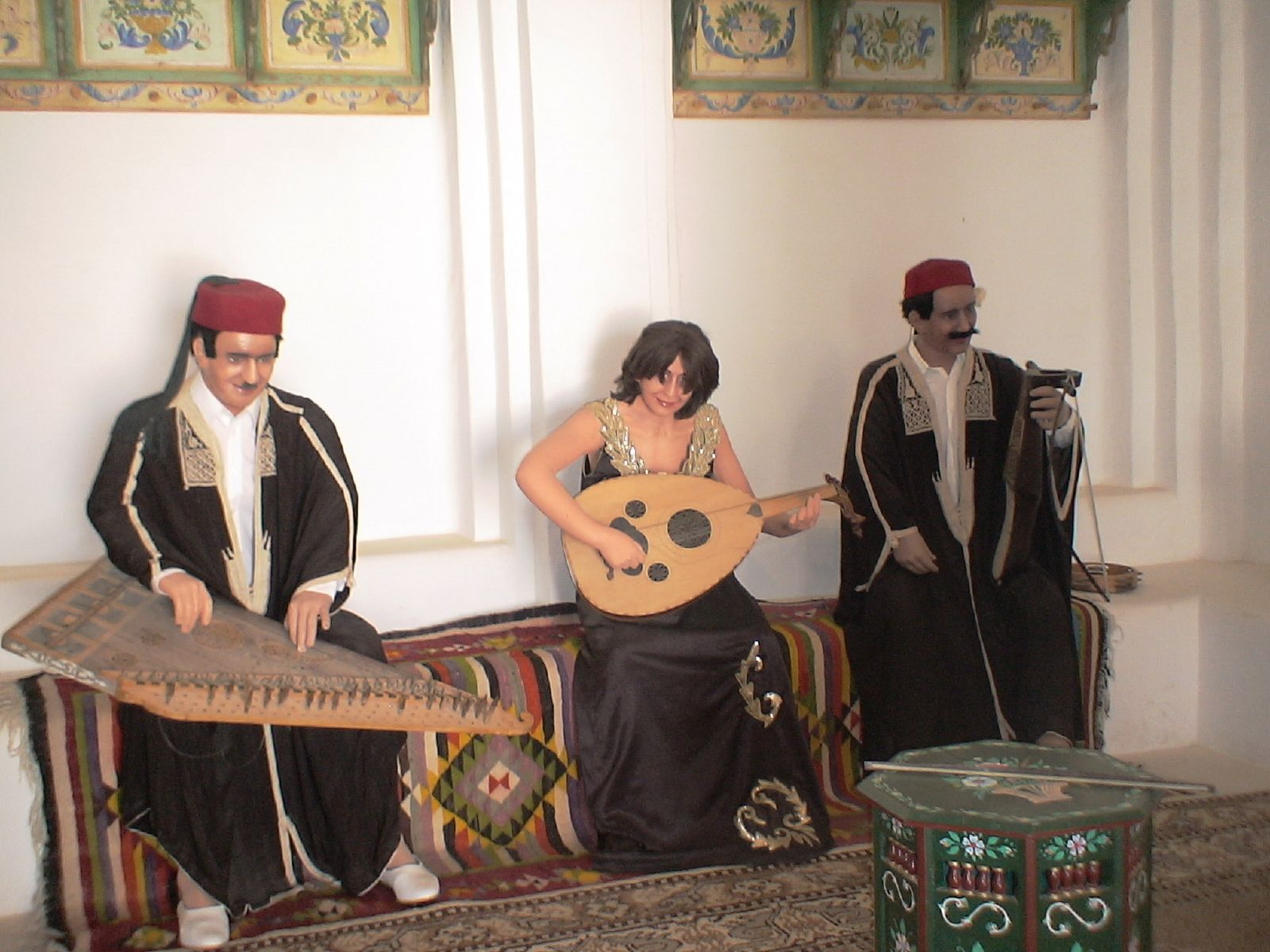
Représentation de musiciens tunisiens au musée des arts traditionnels à Djerba.

La musique tunisienne est un type de musique originaire de Tunisie, en Afrique du Nord.

## Histoire

### 1900–1950

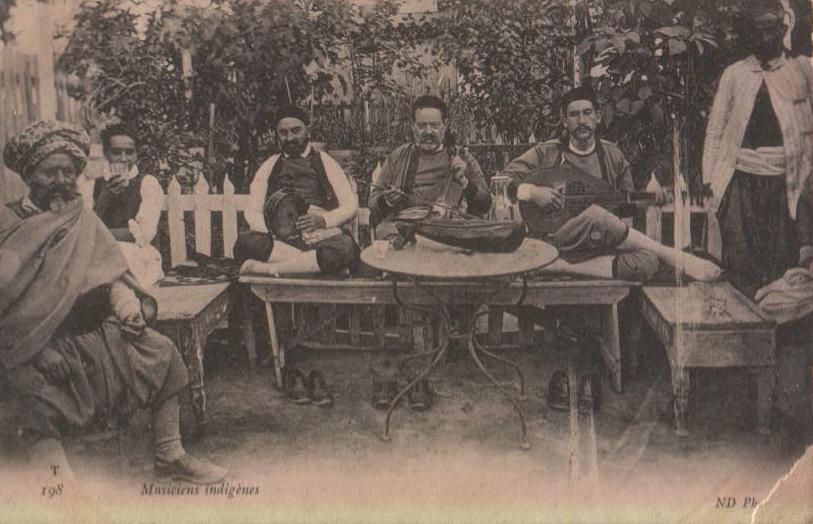
Troupe de musiciens indigènes.

Au début du XXe siècle, l'activité musicale est dominée par le répertoire liturgique lié aux différentes confréries religieuses répandues dans le pays et le répertoire profane constitué de pièces instrumentales et de chants dans des formes et styles d'origines essentiellement andalouses empreintes des caractéristiques du langage musical local. À côté de ces deux genres majeurs, les chansons populaires citadines ou rurales, différentes les unes des autres par le langage et les instruments utilisés, occupent une place importante. Dans ce contexte, Ahmed el-Wafi peut être considéré comme l'un des pionniers du renouveau de la musique tunisienne. Ses compositions dans les formes traditionnelles offrent une véritable synthèse de courants musicaux tunisiens et orientaux. L'influence orientale sur la musique tunisienne à l'époque résulte des fréquents séjours de troupes venues essentiellement d'Égypte, de Syrie ou du Liban et qui contribuent à répandre en Tunisie des mouachahs, dawrs et autres formes de musique traditionnelle et populaire originaires du Proche-Orient. Le vide laissé par la mort d'el-Wafi place la musique tunisienne, au cours des années 1930, dans une relative léthargie alors que la chanson judéo-arabe connaît dans le pays une certaine floraison grâce à des artistes issus de la communauté juive dont Cheikh El Afrit et Habiba Msika.

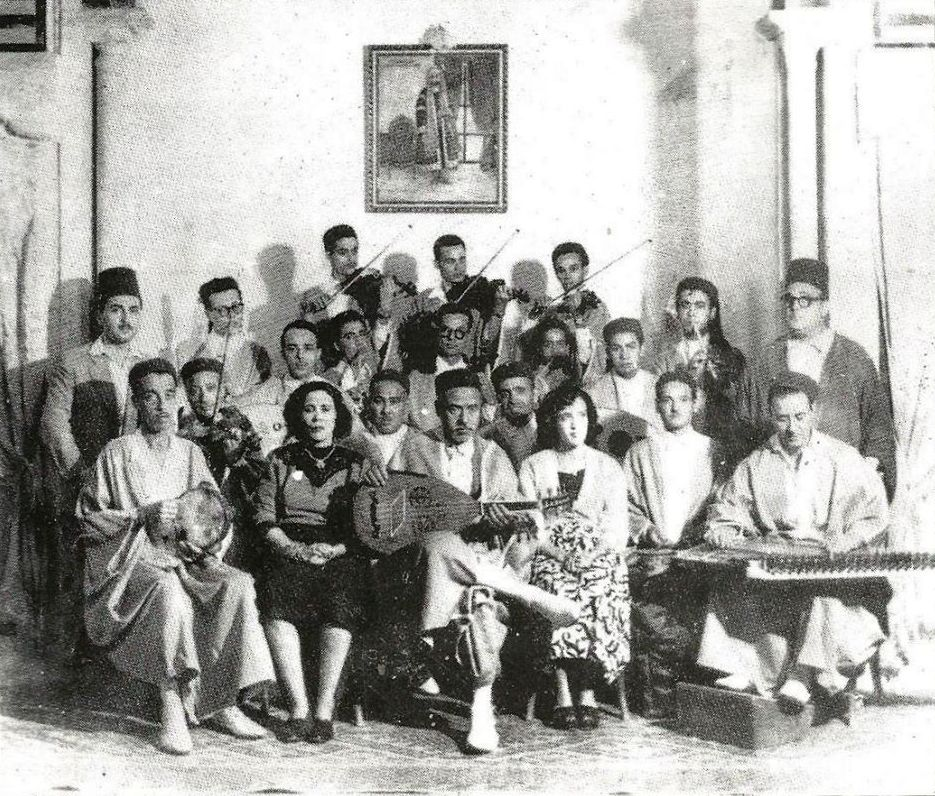
Troupe de la Rachidia avec Khemaïs Tarnane et Saliha.

La fondation en 1934 de l'association musicale de La Rachidia s'inscrit dans le renouveau culturel et social mené par l'élite tunisienne de l'époque qui est consciente des risques de dénaturation ou de déperdition du patrimoine musical tunisien considéré comme l'un des fondements de l'identité nationale. La création de La Rachidia va aussi dans le sens des recommandations du premier Congrès de musique arabe organisé en 1932 au Caire et qui incite les pays arabes à collecter et à préserver leur patrimoine musical national. La Rachidia ne tarde pas à rassembler une élite de musiciens et de poètes érudits. Khemaïs Tarnane et Mohamed Triki, qui sont les principaux maîtres du renouveau musical entamé au sein de La Rachidia, mettent en chanson les poèmes de Jalaleddine Naccache ou de Mahmoud Bourguiba. Saliha, avec sa voix suave et son interprétation raffinée, est l'une des grandes révélations de l'institution.
La création de Radio Tunis en 1938 permet aux musiciens de mieux diffuser leurs œuvres. La toute première formation musicale compte les virtuoses de l'époque tels Kaddour Srarfi au violon et comme chef d'orchestre, Hédi Jouini au oud, Salah El Mahdi au ney, Ibrahim Salah au qanûn, Hassiba Rochdi au chant, Mustapha El Kamel au oud et Tahar Badra au tar. Un peu plus tard, un compositeur d'origine égyptienne, Sayed Chatta (ar), met son talent et sa sensibilité orientale au service des vedettes de l'époque que sont Fethia Khaïri et Rochdi. Mohamed Triki, Srarfi, Jouini, Mohamed Jamoussi, Sadok Thraya et Ali Riahi donnent une impulsion nouvelle à la vie musicale avec des qasid et des chansons inspirées de la musique traditionnelle tunisienne, orientale ou encore aux couleurs occidentalisantes.

### Années 1960–1980

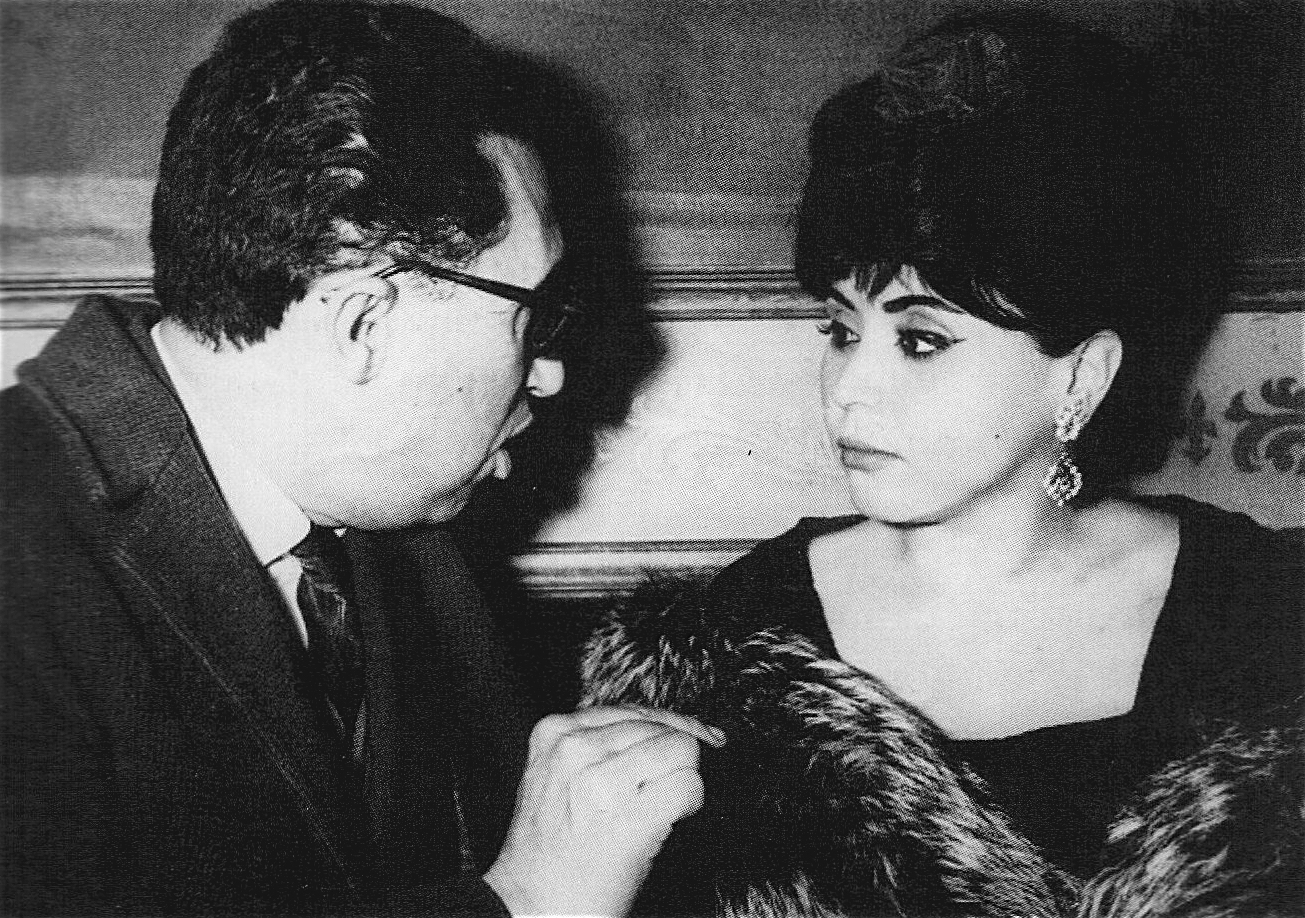
Taoufik Boughedir et Oulaya.

Dans les années 1960 et 1970, on assiste à l'émergence de compositeurs et d'interprètes travaillant pour la plupart au sein de l'orchestre de la radio-télévision tunisienne. Dans cette vague, la variété occupe une place de choix. Ridha Kalaï, Salah El Mahdi (considéré comme un disciple de Tarnane), Kaddour Srarfi, Ali Chalgham, Chedly Anouar, Abdelhamid Sassi et d'autres contribuent à hisser plusieurs chanteurs parmi lesquels Naâma, Oulaya, Zouheïra Salem, Soulef, Safia Chamia, Youssef Temimi, Mustapha Charfi, Hana Rached, Choubeila Rached, Ezzeddine Idir et bien d'autres. Tahar Gharsa (autre disciple de Tarnane) œuvre à mettre en valeur les spécificités modales et rythmiques de la musique traditionnelle. Le répertoire de Raoul Journo s'inscrit dans la même lignée.

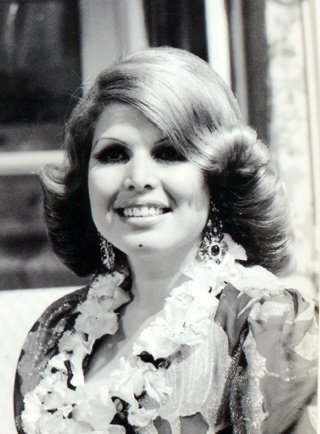
Naâma.

Ce chanteur judéo-tunisien se distingue par son interprétation des taâlila (chansons traditionnelles liées à la naissance, à la circoncision, au mariage et autres rites). En même temps, la chanson empruntant des mélodies et rythmes populaires connaît, notamment avec Ahmed Hamza et plus tard Kacem Kefi, une ascension importante. Originaires de Sfax, ils emboîtent tous les deux le pas à Mohamed Ennouri, maître incontesté de la musique populaire dans cette métropole du sud du pays. À partir des années 1980, la scène musicale voit émerger une génération de musiciens, compositeurs et interprètes de formation musicale arabe et occidentale qui considèrent que la musique tunisienne a besoin de nouvelles techniques d'écriture. Leur approche repose sur l'écriture harmonique et contrapuntique ainsi que sur l'orchestration où la variété des timbres instrumentaux constitue un élément essentiel.
Les premières expériences dans ce domaine remontent aux années 1960 avec Mohamed Saâda, suivi une décennie plus tard par les fondateurs de l'Orchestre symphonique tunisien. Cette tendance « modernisante » est toujours adoptée par quelques compositeurs tels que Ahmed Achour, Mohamed Garfi, Ouanès Khligène ou Kamel Ferjani. Sur un autre plan, de nombreux artistes ont brillé en tant qu'instrumentistes solistes tels qu'Ali Sriti, Salah El Mahdi, Ahmed Kalaï, Mohamed Saâda, Anouar Brahem, Yousra Dhahbi, Mohamed Zine El Abidine, Mourad Sakli ou Fawzi Chekili.

### Années 1990–2010

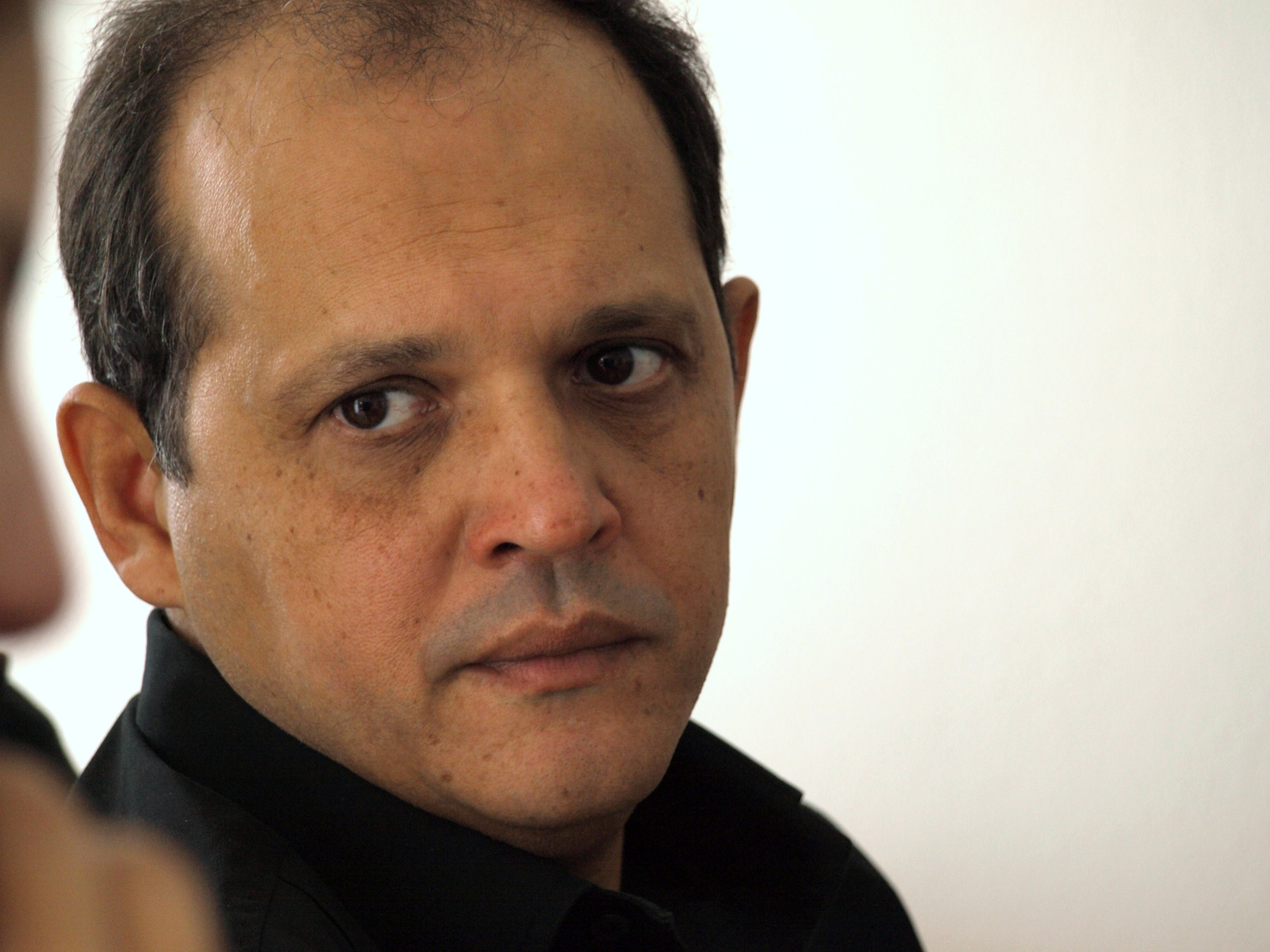
Anouar Brahem.

La création en 1983 de la Troupe nationale de musique sous la direction de son fondateur, le compositeur Ezzedine Ayachi, donne une impulsion significative à la création musicale. Parmi les compositeurs actuels figurent Ezzedine Ayachi, Adnène Chaouachi, Fethi Zghonda, Abdelkrim Shabou, Mohamed Majri, Abderrahmane Ayadi, Mohamed Salah Harakati, Naceur Sammoud, Mohamed Driss, Abdelhakim Belgaïd, Rachid Yeddes, Samir Agrebi (ar) et Lotfi Bouchnak. Parmi les interprètes les plus représentatifs se trouvent Latifa Arfaoui, Amina Fakhet, Dhekra Mohamed, Najet Attia, Sofia Sadok, Sonia M'Barek, Saber Rebaï, Slah Mosbah, Noureddine El Béji, Chedly Hajji, Dorsaf Hamdani ou encore Nawal Ghachem (ar).
L'émergence de nouvelles tendances de métissage et de musiques improvisées depuis la fin des années 1990 fait évoluer le paysage musical tunisien. Les partisans, instigateurs prometteurs de ce nouveau phénomène, sont ceux qui privilégient l'improvisation et la recherche musicale. Parmi les références, on cite les compositeurs-interprètes Dhafer Youssef (oud), Anouar Brahem (oud), Jasser Haj Youssef (violon et viole d'amour), Fawzi Chekili (guitare), Kamel Sallem (piano), Mohamed-Ali Kammoun (pianiste), Fayçal Karoui (saxophone), Lassad Hosni (percussions), Riadh Fehri (oud), Béchir Selmi (violon), Achref Chargui (oud), Yousra Dhahbi (oud), Hichem Hemrit (guitare) et Wajdi Cherif.
Un courant underground et engagé s'est également développée avec le groupe Neshez autour de Heykal Guiza et Skander Bouassida. Une autre tendance plus électronique est représentée par le groupe ZeMeKeN. En 1992, Amina Srarfi (violoniste et fille de Kaddour Srarfi) crée un orchestre entièrement féminin, El Azifet.
Dans le domaine de l'enseignement musical, la Tunisie a également progressé depuis la fin des années 1990 grâce aux initiatives de quelques musicologues tunisiens formés en France comme Mourad Sakli et Mohamed Zine El Abidine. La création de cinq instituts supérieurs de musique implantés sur tout le territoire, le lancement de dizaines de festivals internationaux et l'ouverture d'une unité de recherche doctorale en musicologie sont les preuves d'une évolution dans ce domaine.

## Styles
Sur le plan musical, la Tunisie est réputée pour son répertoire classique arabo-andalou, le malouf, importé de l'Andalousie musulmane d'où fuient les musiciens juifs et musulmans devant la reconquête espagnole (principalement à la chute de Grenade au XVe siècle). Le malouf, musique de tradition orale qui se métisse d'éléments berbères, turcs ou persans, faillit pourtant être perdu à jamais au début du XXe siècle s'il n'y eut une grande initiative de lettrés, de musiciens et de mécènes pour fonder une institution réputée dans le monde arabe : La Rachidia. C'est dans ce cadre que sont transcrites et enregistrées pour la première fois les plus grandes noubas, sortes d'œuvres complètes répertoriées par modes ou maqâms, qui servent de charpente, codifiées de façon précise avec des suites de maqâms, de rythmes et de genres poétiques apprises et connues des mélomanes, permettant à l'interprète de s'exprimer. En effet, l'interprète est le personnage le plus important du trio compositeur-poète-interprète à l'origine des compositions le plus souvent anonymes. Ces interprètes, souvent aussi compositeurs, sont rassemblés au sein de La Rachidia dans un immense travail d'archivation des très nombreuses tendances de la musique classique tunisienne.

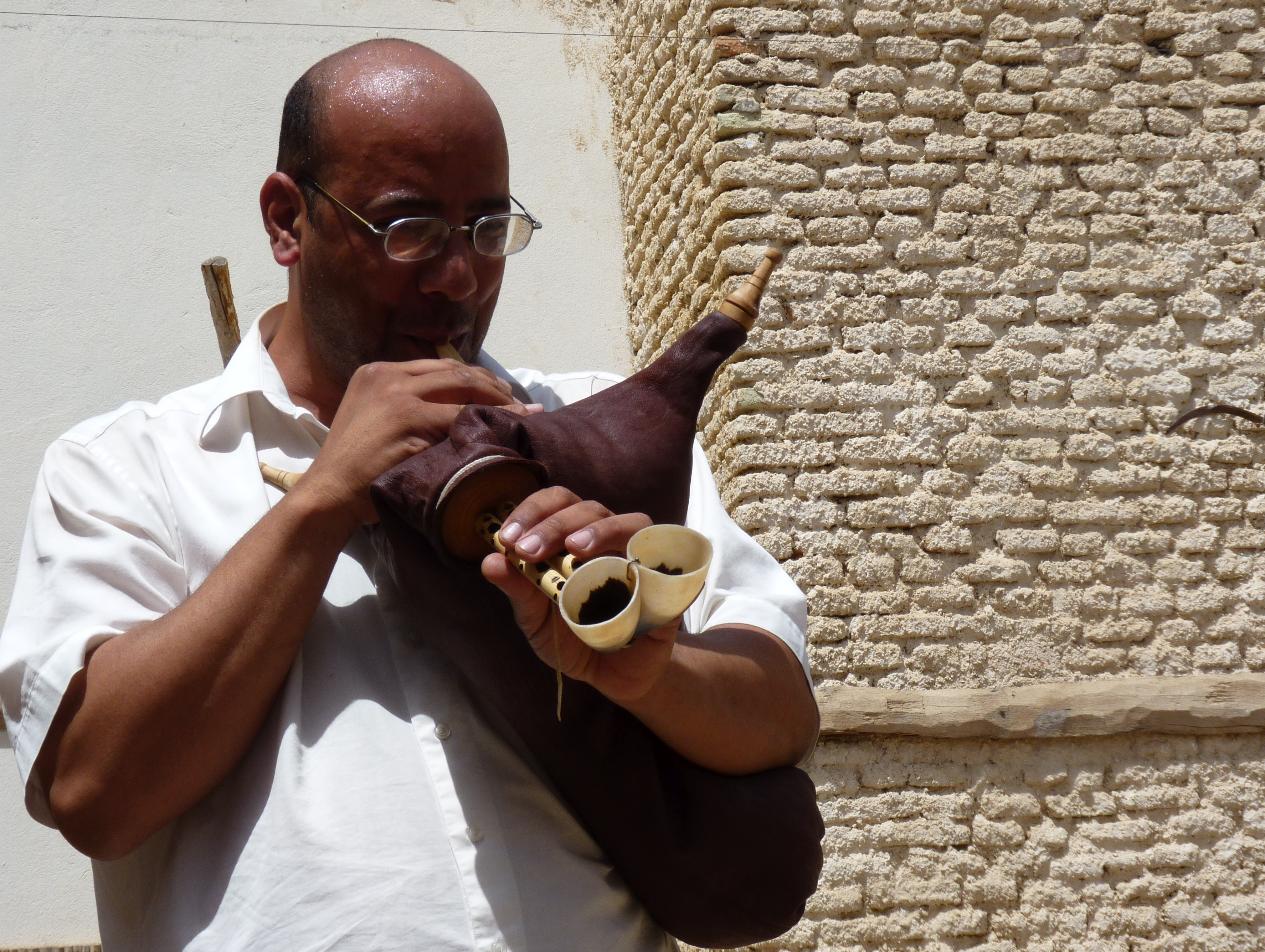
Joueur de mezoued à Tozeur.

La plupart d'entre eux continuent leur œuvre en la modernisant, en opérant une symbiose d'éléments occidentaux, comme le piano ou la guitare électrique, ou de rythmes comme le tango ou la rumba. Parmi les autres styles de la musique tunisienne figurent le mezoued, le stambali qui peut être comparé aux rites des Gnaouas du Maroc, du diwan algérien et du makeli libyen, et le salhi qui allie mysticisme, poésie et ambiances de fête et de transe. Parmi les grands noms connus de ces genres figurent Ouled Jouini, Belgacem Bouguenna, Cheb Salih, Fatma Boussaha, Hedi Habbouba, Faouzi Ben Gamra, Fathi Weld Fajra, Hbib Jbali, Lotfi Jormana, Walid Ettounsi, Neji Ben Nejma, Zaza Show ou Salah Farzit.